# Estación de Campo de Tarragona
Campo de Tarragona (Camp de Tarragona en catalán y oficialmente) es una estación ferroviaria de Adif situada en el término municipal de La Secuita, en la provincia de Tarragona. Se encuentra a 13 km de la ciudad de Tarragona y de Valls, y a 22 km de Reus, en la antigua comarca del Campo de Tarragona, hoy en día fragmentada en tres, que da nombre a la estación.
La estación concentra los servicios de alta velocidad de la metropolitana de Tarragona. Se encuentra en la línea de alta velocidad Madrid-Zaragoza-Barcelona-Frontera francesa, de la que fue la cabecera hasta el 20 de febrero de 2008, cuando se prolongó a Barcelona, y llegó a Perpiñán en 2013. También desde el 13 de enero de 2020 forma parte del Corredor Mediterráneo. Efectúan parada en ella trenes AVE, Avant, Euromed y Alvia.
Dispone de 8 vías de ancho internacional, 4 de ellas sin andenes para trenes sin parada en la estación (2 directas a 300 km/h dirección Madrid y 2 directas a 160 km/h dirección Valencia) que actualmente usan los servicios directos Madrid-Barcelona o semidirectos Madrid-Zaragoza-Barcelona.

## Situación ferroviaria
La estación, que se encuentra a 116 metros de altitud, forma parte de la línea férrea de alta velocidad que une Madrid con Barcelona y que prosigue hasta la frontera con Francia, punto kilométrico 520.9. Desde el 13 de enero de 2020 forma parte también de la línea Campo de Tarragona - Valencia.

## Historia
La estación está situada casi en el mismo emplazamiento de la antigua estación de RENFE de La Secuita-Perafort, de la línea Reus-Roda de Bará, clausurada en la década de 1990.
La estación se inauguró el 26 de diciembre de 2006 con la prolongación de la L.A.V. Madrid-Zaragoza-Lérida hasta el cambiador de ancho de Roda de Bará, convirtiéndose en estación terminal.
Al principio se realizaba el trayecto hasta/desde Madrid-Puerta de Atocha en 2 h 50 min, y en la actualidad se ha reducido hasta las 2 h y 30 min.
El 20 de febrero de 2008 dejó de ser estación terminal con la prolongación de la LAV hasta Barcelona-Sans, y a partir de 2013 forma parte de los trenes Madrid - Figueras-Vilafan.
El 13 de enero de 2020 se inauguró la variante ferroviaria de Vandellós, provocando que los trenes Euromed dejasen de circular por la estación de Tarragona para circular por la L.A.V. Madrid-Zaragoza-Barcelona-Frontera Francesa desde Barcelona-Sans hasta Campo de Tarragona a 25kV AC - 250 km/h, y desde Campo de Tarragona hasta Valencia a 3kV CC - 200 km/h por el Corredor Mediterráneo.

### Carreteras
Se puede acceder a la estación desde Tarragona y Valls mediante la carretera N-240, mientras que desde Reus se puede acceder mediante la TP-7225 y T-750 (enlace con la A-27).
Coordenadas GPS (formato decimal). Latitud,Longitud:
41.192736 , 1.271024

### Transporte público colectivo
Trayectos de la Compañía Plana:
1. Cambrils -Salou - Estación del Campo (con transbordo en Estación de autobuses de Tarragona).

1. Cambrils - Salou - Estación del Campo (sin transbordo). Más servicio en julio y agosto.

1. Hoteles Port Aventura - Estación del Campo.

1. Reus - Estación del Campo.

1. Tarragona, Estación de autobuses - Estación del Campo.

1. Valls - Estación del Campo

## Servicios ferroviarios

### Larga Distancia
Los servicios de Larga Distancia entraron en funcionamiento el año 2006. Desde el año 2020 también circulan los Barcelona - Valencia.

### Media Distancia
El 28 de abril de 2008 empezó a funcionar el servicio de media distancia Avant entre las estaciones de Barcelona-Sans y Lérida Pirineos. En febrero del año 2020 con la inauguración de la variante ferroviaria de Vandellós se estrenó un servicio Avant Tortosa - Barcelona Sans pasando por la Línea de Alta Velocidad, pero fue suprimido debido a la emergencia sanitaria del Covid.